# 小平消滅定理
数学における小平消滅定理(Kodaira vanishing theorem)とは、複素多様体論と複素代数幾何学の基本的な結果であり、ある条件の下で、q > 0 次の層係数コホモロジー群が 0 となることを主張する定理である。この場合、0次のコホモロジー群 の次元、つまり、一次独立な大域切断の数は、正則オイラー標数と一致するため、リーマン・ロッホの定理を使って計算することができる。

## 複素解析的な場合
小平邦彦により得られた結果は次の通りである： {\displaystyle M} を複素 n 次元のコンパクトなケーラー多様体、{\displaystyle L} を {\displaystyle M} 上の正な正則直線束、{\displaystyle K_{M}} を標準束とする。このとき、q > 0 に対して、{\displaystyle H^{q}(M,K_{M}\otimes L)=0}が成立する。ここに {\displaystyle K_{M}\otimes L} は直線束のテンソル積である。セール双対性により、q < n について、{\displaystyle H^{q}(M,L^{\otimes -1})=0}が得られる 。この一般化として、以下に記述する小平・中野の消滅定理(Kodaira-Nakano vanishing theorem)がある。記述のために、新しい記号を導入する。{\displaystyle L} に値を持つ {\displaystyle M} 上の正則 (r,0)-形式の層を {\displaystyle \Omega ^{r}(L)} で表す。つまり、{\displaystyle K_{M}\otimes L\cong \Omega ^{n}(L)}である。このとき、q + r > nについて、{\displaystyle H^{q}(M,\Omega ^{r}(L))=0}となる。

## 代数多様体の場合
小平の消滅定理は、ケーラー計量のような 超越的な 方法を使うことなしでの代数幾何学の中で定式化することが可能である。直線束 L の正性は、対応する可逆層が豊富であることに置き換えられる。（つまり、射影埋め込みを与えるテンソル積が存在する）代数的な小平・秋月・中野の消滅定理は次のような定理である。
k を標数 0 の体とし、{\displaystyle X} を次元 d の滑らかな射影的k-スキームとし、{\displaystyle L} を {\displaystyle X} 上の豊富な可逆層とする。このとき、次が成立する。
{\displaystyle p+q>d} に対し {\displaystyle H^{q}(X,L\otimes \Omega _{X/k}^{p})=0}
{\displaystyle p+q<d} に対し {\displaystyle H^{q}(X,L^{\otimes -1}\otimes \Omega _{X/k}^{p})=0}
ここに {\displaystyle \Omega ^{p}}は相対的（代数的）微分形式の層とする（ケーラー微分を参照）。
Raynaud (1978) は標数が p > 0 の体上では上式が必ずしも成立しないことを示した。特に、レノー曲面に対して成立しないことを示した。
1987年まで、標数 0 の体に対して知られている唯一の証明方法は複素解析とGAGAの比較定理に基づいていた。しかし1987年にピエール・ルネ・ドリーニュ(Pierre Deligne)とリュック・イリュージーは消滅定理の純代数的な証明を与えた (Deligne & Illusie 1987)。彼らの証明は、代数的ド・ラムコホモロジー(algebraic de Rham cohomology)のホッジ・ド・ラムのスペクトル系列が次数 1 で退化することを基礎としている。証明方法は、p > 0 の結果をある特別な結果をリフトすることで示される。特別な結果とは、正定値の性質を持つという結果で、この結果は制限なしには成立しないのであるが、全ての場合おいてリフトすることが可能である。

## 結果と応用
歴史的には、小平埋め込み定理は消滅定理の助けを借りて導出された。セール双対性を用いれば、様々な曲線や曲面の層係数コホモロジー群（普通は標準束に関連している）がゼロとなることは、複素多様体の分類に役に立つ（エンリケス-小平の分類）。

## 参照項目
- 川又・ヴィーベックの消滅定理（英語版）
- マンフォードの消滅定理（英語版）
- ラマヌジャンの消滅定理（英語版）